# Réalcamp
Réalcamp település Franciaországban, Seine-Maritime megyében. Lakosainak száma 594 fő (2022. január 1.). Réalcamp Campneuseville, Fallencourt, Foucarmont, Pierrecourt, Saint-Léger-aux-Bois és Saint-Martin-au-Bosc községekkel határos.

## Népesség
A település népessége az elmúlt években az alábbi módon változott:
| Lakosok száma | 666  | 658  | 655  | 627  | 616  | 606  | 595  | 595  | 594  |
|               | 2013 | 2015 | 2016 | 2017 | 2018 | 2019 | 2020 | 2021 | 2022 |